# Hill of Beith Castle
Hill of Beith Castle war ein Tower House in der Gemeinde Beith in der schottischen Council Area North Ayrshire.

## Geschichte

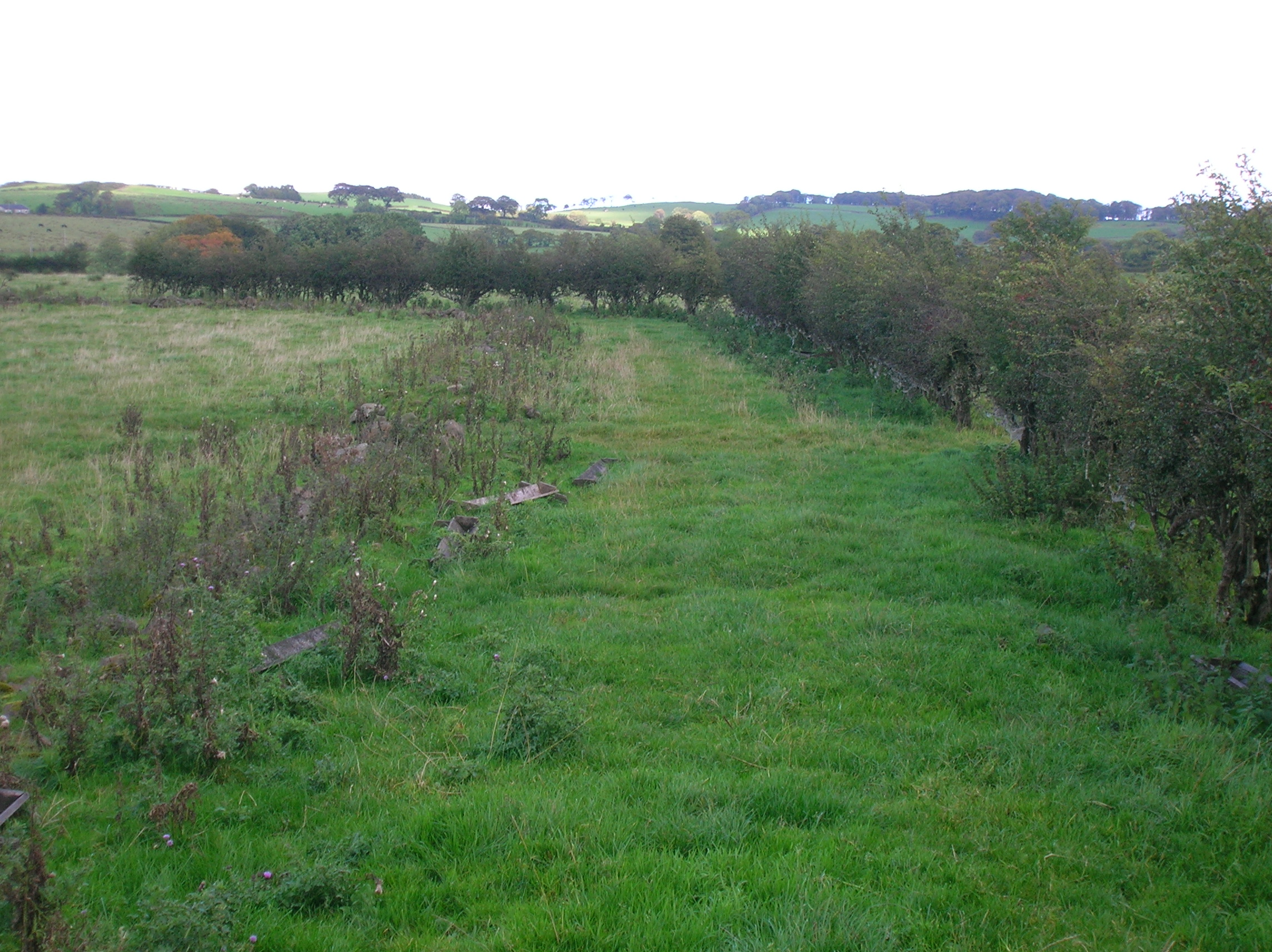
Die alte Auffahrt zur Burg

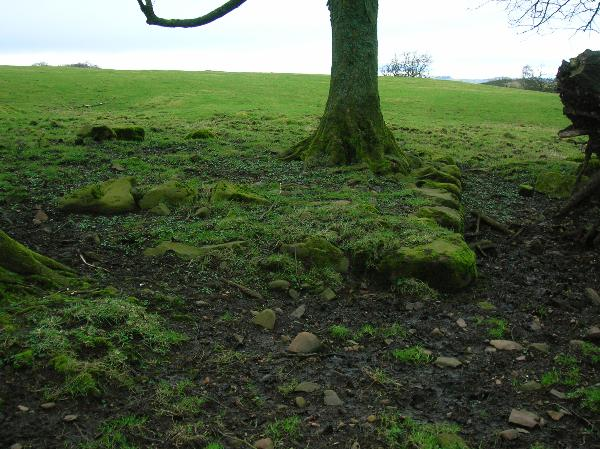
Standort der Burg mit Fundamenten

McJannet schrieb, das De Morville einen mit einem Graben versehenen Hügel in Beith besaß. Dieser könnte später als Gerichtshügel genutzt worden sein.
Easter Hill of Beith war vermutlich ein zinnenbewehrtes Gebäude, wie eine Festung oder ein Tower House in der Nähe des Nether Hill of Beith oder der Beith Mains, etwa 800 Meter südwestlich der Grange, des Bauernhofes der Mönche von Kilwinning Abbey, wo der Abt von Kilwinning weilte, wenn er da war, wenn nicht die Burg selbst, von wo aus die Mönche ihren See und ihren Gerichtshügel sehen konnten.
Anfang der 1600er-Jahre wurde die befestigte Wohnstatt als „Easter Hill of Byith, a pretty building, veill planted belonging to Johne Cuninghame“ (dt.: Easter Hill of Beith, ein schönes Gebäude, gut gebaut, das John Cunninghame gehört) bezeichnet. Bleaus Landkarte von 1654, die aus den 1600er-Jahren stammt, zeigt einen zinnenbewehrten Turm namens „Hill of Beith“
Die Landkarte Military Survey of Scotland 1747–1755 von General Roy zeigt zwei Gruppen von Gebäuden am „Hill of Bieth“; die östlich gelegene Gruppe ist in eine Grenzmauer eingeschlossen und besteht aus einem großen, L-förmigen Hauptgebäude und zwei kleineren Nebengebäuden. Weder in The Grange noch am Nether Hill of Beith finden sich so große Gebäude.
Armstrongs Landkarte von 1775 zeigt Gebäude, die als „Mains“ bezeichnet sind, und eine große Burgruine in der Nähe. Es ist nicht als Ruine gekennzeichnet, aber es wird dasselbe Bild wie für die Ruine des Castle of Giffen benutzt. Nahegelegene Anwesen sind mit dem Symbol für „Landhaus“ versehen. Dobie gab an, dass die Bausteine der Burg hauptsächlich Mitte des 18. Jahrhunderts entfernt worden waren. Die Landkarte von 1832 zeigt den Standort der Burg nicht mehr, ebenso wenig wie ihren offiziellen Zugang.
Überreste ausgedehnter Mauerfundamente aus Quadermauerwerk, 1,4 Meter dick und 0,4 Meter hoch, meist mit Grassoden überwachsen, kann man im Stockausschlag etwa 200 Meter nordwestlich des Gerichtshügels und oberhalb von „Boghall House“ sehen. Ein 5 Meter langer und 0,6 Meter dicker Abschnitt einer Feldgrenzmauer besteht aus Mauerwerk mit Mörtelbändern und nicht aus Trockenmauerwerk. Nahegelegene Trockenmauern könnten aus Bausteinen bestehen, die von der Burgruine, ihrer Kurtine oder den Nebengebäuden gestohlen wurden. Einige dieser Steine sind als Werkstein oder verkleideter Gebäudebestandteil klar zu erkennen.
Statistische Aufzeichnungen von 1845 geben an, dass die Burg mit quadratischem Grundriss in der Nähe des Gerichtshügels stand und Mitte des 18. Jahrhunderts abgerissen wurde. ‘’Porterfield’’ gab 1925 an, dass „Johnnie Cunninghams Wohnhaus, die Turmburg am Easter Hill of Beith stand, im Feld oben an einer alten grasigen Auffahrt, die vom Zollhaus Netherhill heraufführt.“
Das Zitat aus Loves Arbeit lautet: „Ihr Bauernhof ist klar mit den Namen 'Grangehill' und 'The Maines' bezeichnet. Bleaus Landkarte zeigt ein zinnenbewehrtes Landhaus oder Tower House auf einem Teil der Maynes an, 800 Meter südwestlich von 'The Grange', wo der Abt weilte, wenn er in der Gegend war.“
Die Burg könnte umgebaut und die Gebäude als Bauernhaus genutzt worden sein, bevor sie im 18. Jahrhundert gänzlich als Wohnstatt aufgegeben wurden.